# Eckernförde
Eckernförde   a Keleti-tenger mellett fekszik. Kieltől 25 km-re északészaknyugatra terül el.

## Földrajz
A város hosszan a szárazföldbe nyúló tengeröböl (Eckernförder Bucht) belső csücskén épült.

## Népesség
| Lakosok száma | 22 938 | 21 859 | 21 979 | 21 902 | 21 573 | 21 507 | 21 620 |
|               | 1975   | 2015   | 2017   | 2019   | 2021   | 2022   | 2023   |

## Történelem
Eckernförde kezdeteiről nem maradt fenn túl sok írott adat. Körülbelül 1210-ben kezdődött meg a Szent Nicholas Kaufmannskirche építése. Eckernförde ekkor a Fræzlæt közigazgatási körzethez tartozott, amelyet az Eckernförde vezetett. 1302-ben Eckernförde-t először említették városként.
A reformáció során Eckernförde, a környék többi településéhez hasonlóan evangélikus lett.
A város a 18. században tapasztalta az első gazdasági fellendülést a halászati kikötő és az ipari területén (például a Eckernförder fajansz).
Az 1831-ben itt létesítmény üdülőhely a halászat mellett újabb turisztikai hagyományt teremtett Eckernförden.
1848-ban a Schleswig-i hercegségben is kitört a polgárháború. Eckernförde gyorsan a Schleswig-Holsteiner irányítása alá került. 1849. április 5-én Eckernförde Schleswig-Holstein dán megszállási kísérletének háborús célpontjában volt.
1864-1866 között a Dán Monarchiától való elválás és a Poroszországhoz való kapcsolódás által Eckernförde elvesztette kereskedelmének nagy részét. Egyre inkább a gyorsan fejlődő haditengerészeti Kiel árnyékába került.  Eckernförde 1867 és 1970 között járási székhely volt.
Az 1872 november 13.-i nagy vihar és árvíz idején Eckernförde szenvedte el a legtöbb kárt  Balti-tenger tengerparti üdülőhelyei közül. Az egész város területe napokig víz alatt volt, 78 ház megsemmisült, 138 ház megsérült és 112 család lett hajléktalan.
1912 óta Eckernförde helyőrségi város és haditengerészeti bázis székhelye.

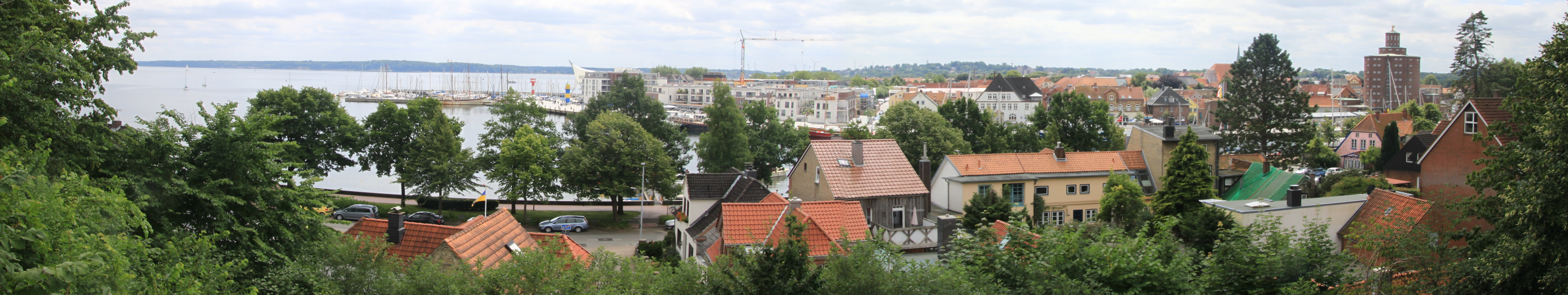
Eckernförde panorámája

## Politika
A városi tanácsnak 27 tagja van:
- CDU 8
- SPD 7
- Die Linke 1
- Zöldek 3
- SSW  2
- BF 5
- FDP 1

## Gazdaság
Bár a környéket egykor többnyire elkerülte az idegenforgalom, a vidéken többnyire csak 1945 után fedezték fel a hely szépségeit. Eckernfölde azonban már 1831 óta hivatalosan is fürdőhely, ma 4 km hosszú tengerparti stranddal rendelkezik. Az idegenforgalom mellett fő iparága a halászat és a halfeldolgozás, de a 18. században fajanszgyártásáról is nevezetes volt.

## Kultúra
Eckernförde számos műemlék jellegű rendelkezik; mint például a Borbyer partján fekvő nagy fürdőpark vagy a gyógyfürdő. A legrégibb felsorolt műemlék a Borby-templom, a legfiatalabb az Lorenz-von-Stein-Ring épületében működő új Alkalmazott Tudományi Egyetem.
Fontosabb épületei a Városháza (Rathaus), melynek alapjai a 14. századból valók. A Városháza mellett áll a nyerges tetejű, torony nélküli Miklós-templom (Nikolaikirche), az 1416-ban tűzvész által elpusztított egykori román templom helyén.
A nagy fürdőparkban több tárgy is emlékeztet az 1849-es csatára, amit a németek a dánokkal vívtak. Borby peremvárosában pedig késő román kori templom látható, kő keresztelő medencéjén 13. századi domborművel.

## Nevezetességei
- Miklós templom (Nikolaikirche)
- Múzeum
- Nagy fürdőpark

## Galéria

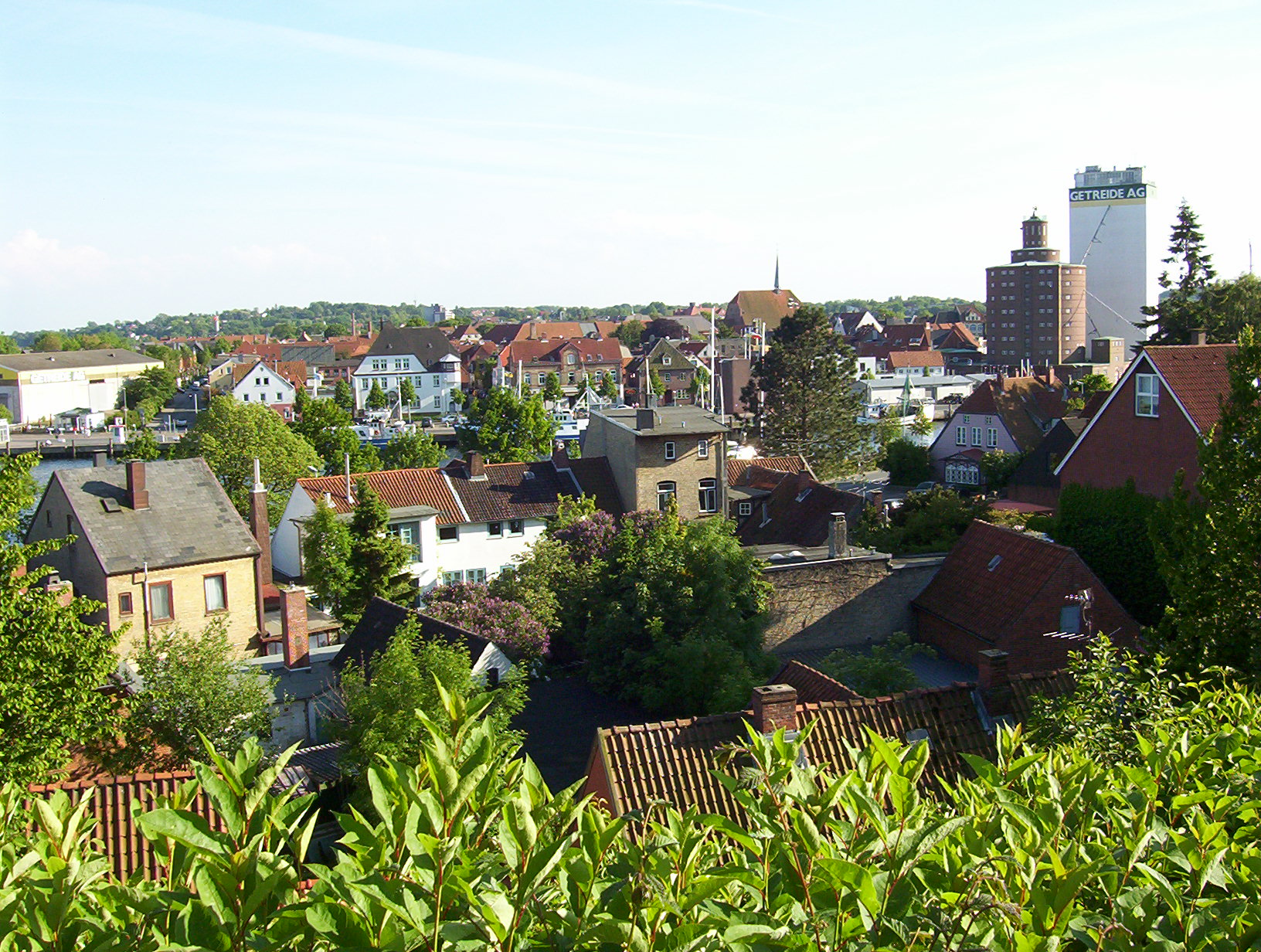
Eckernförde látképe, részlet
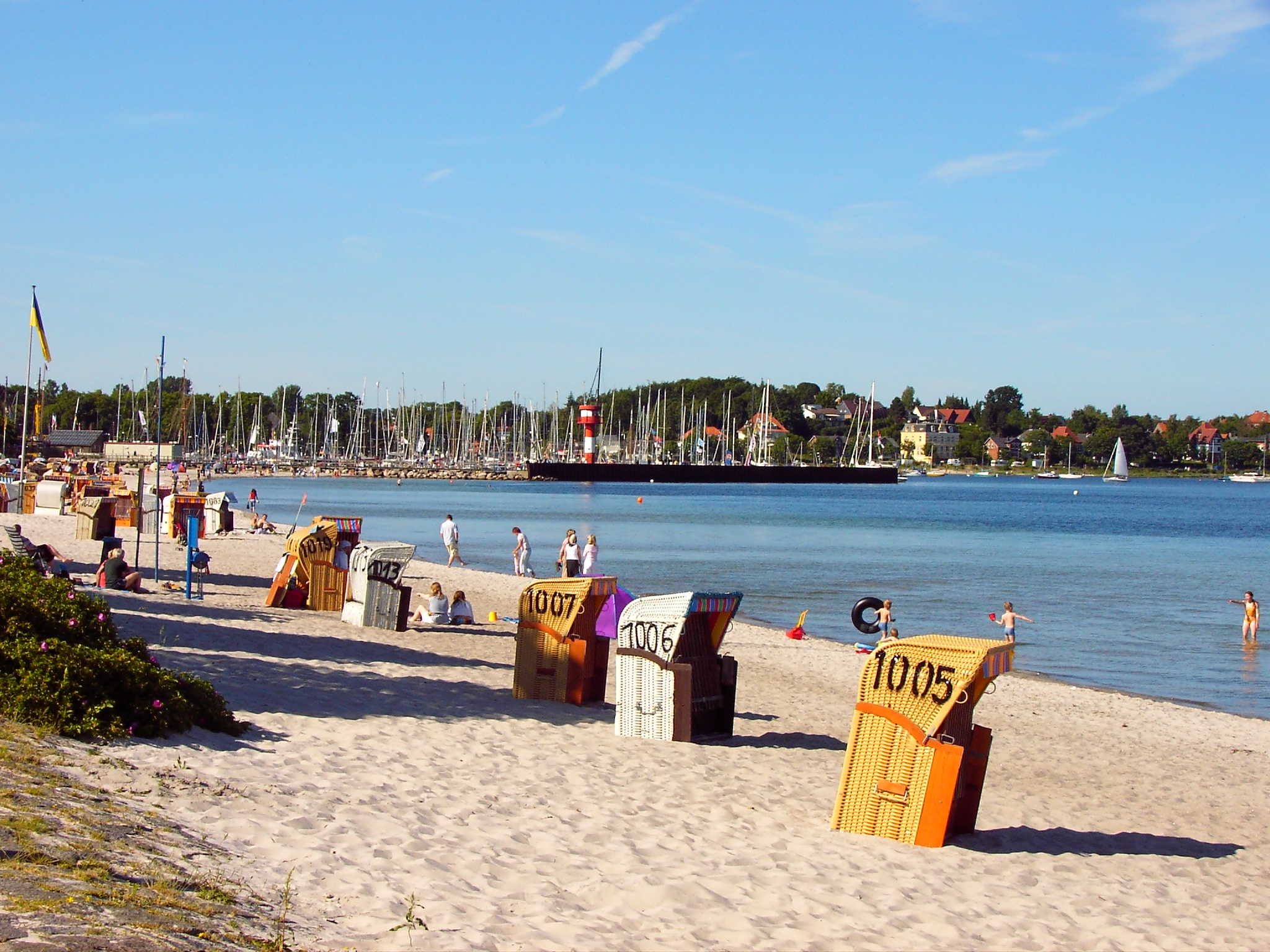
Strand
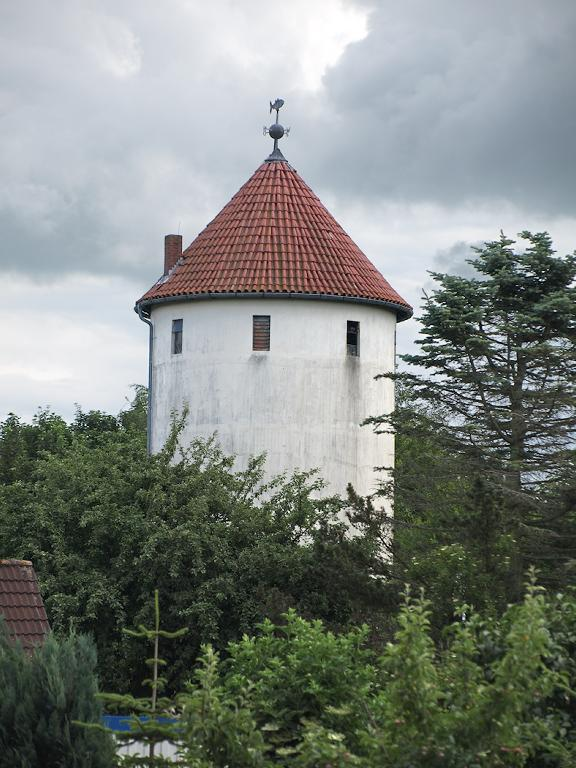
Víztorony
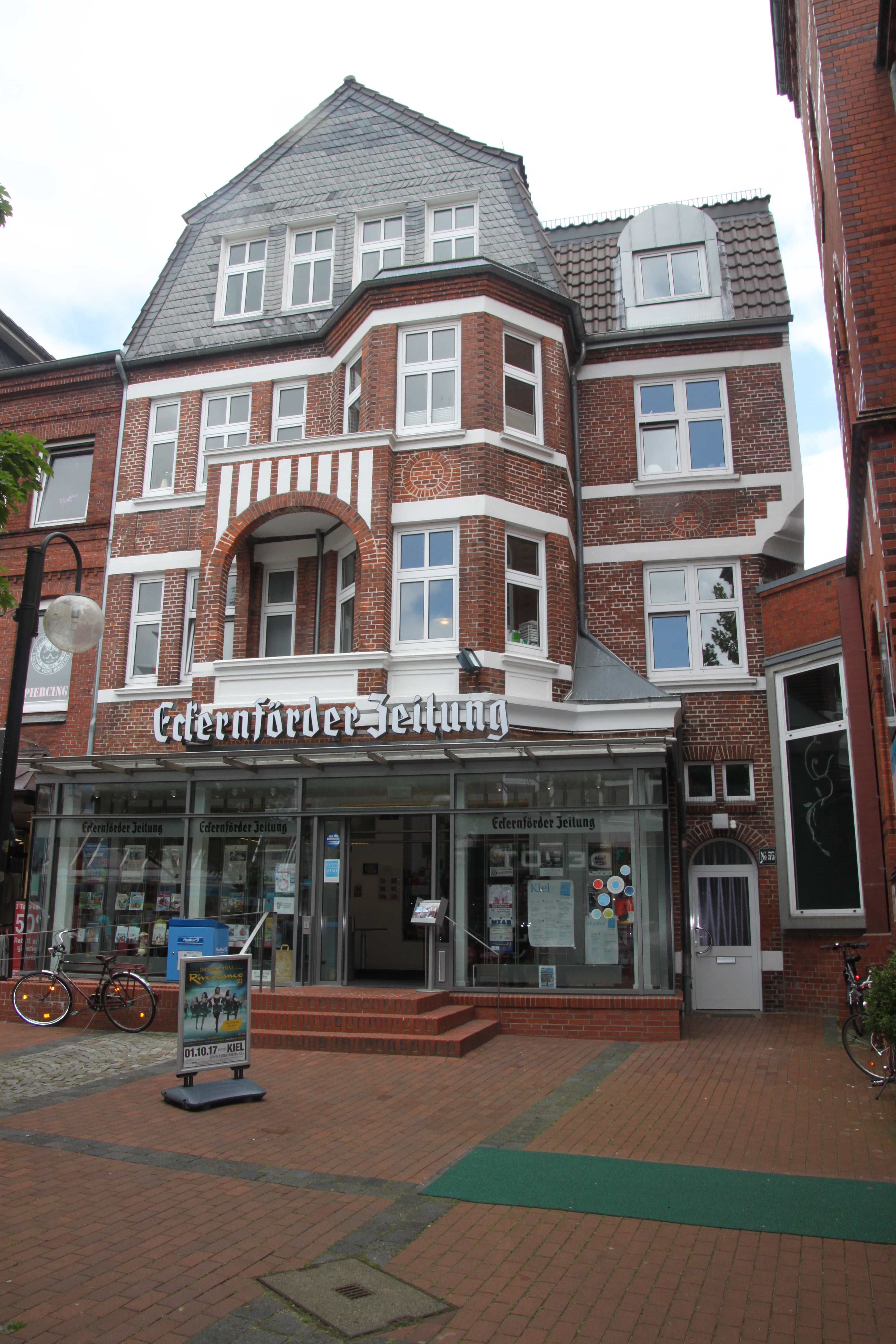
Eckernförder Zeitung
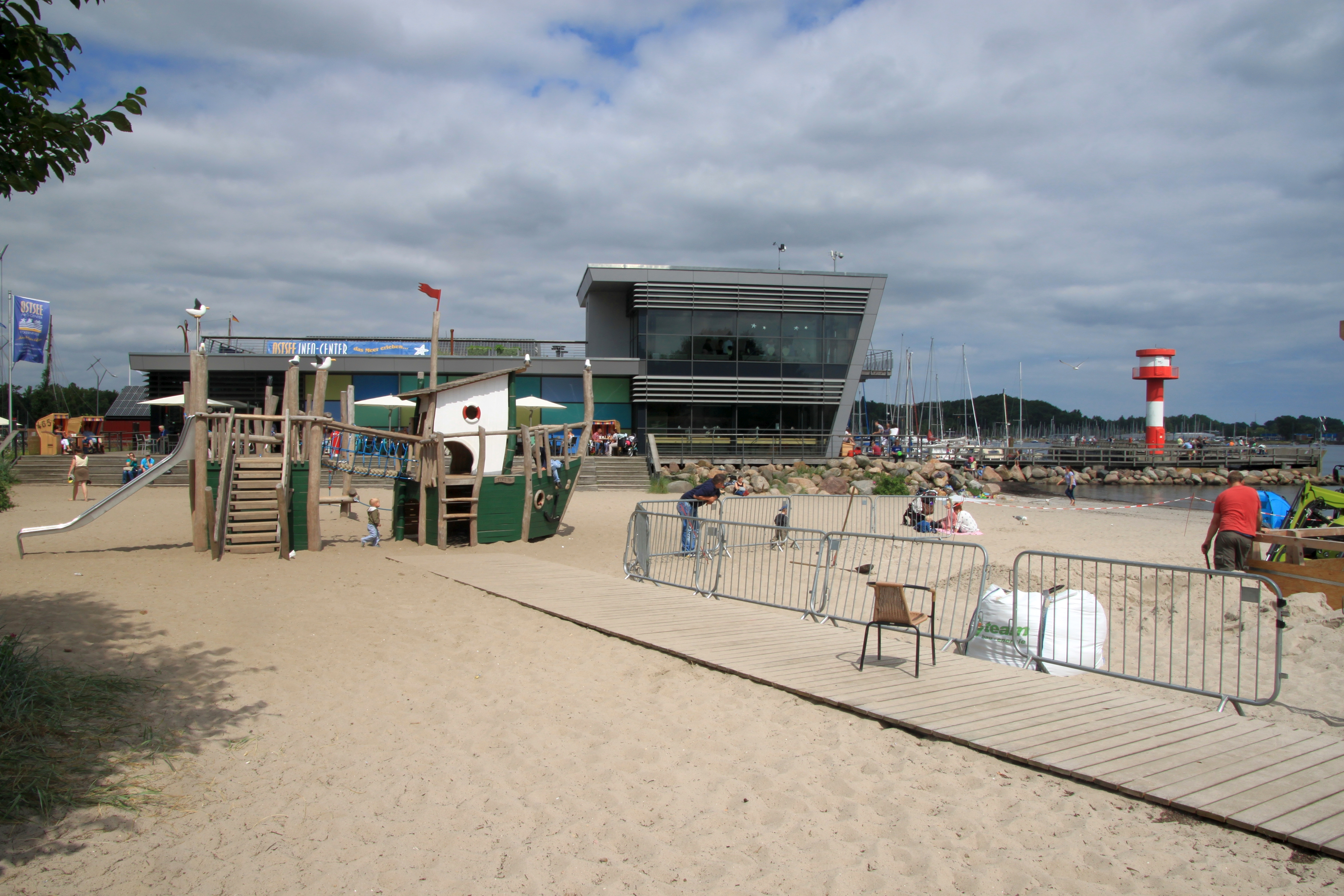
Ostsee-Info-Center
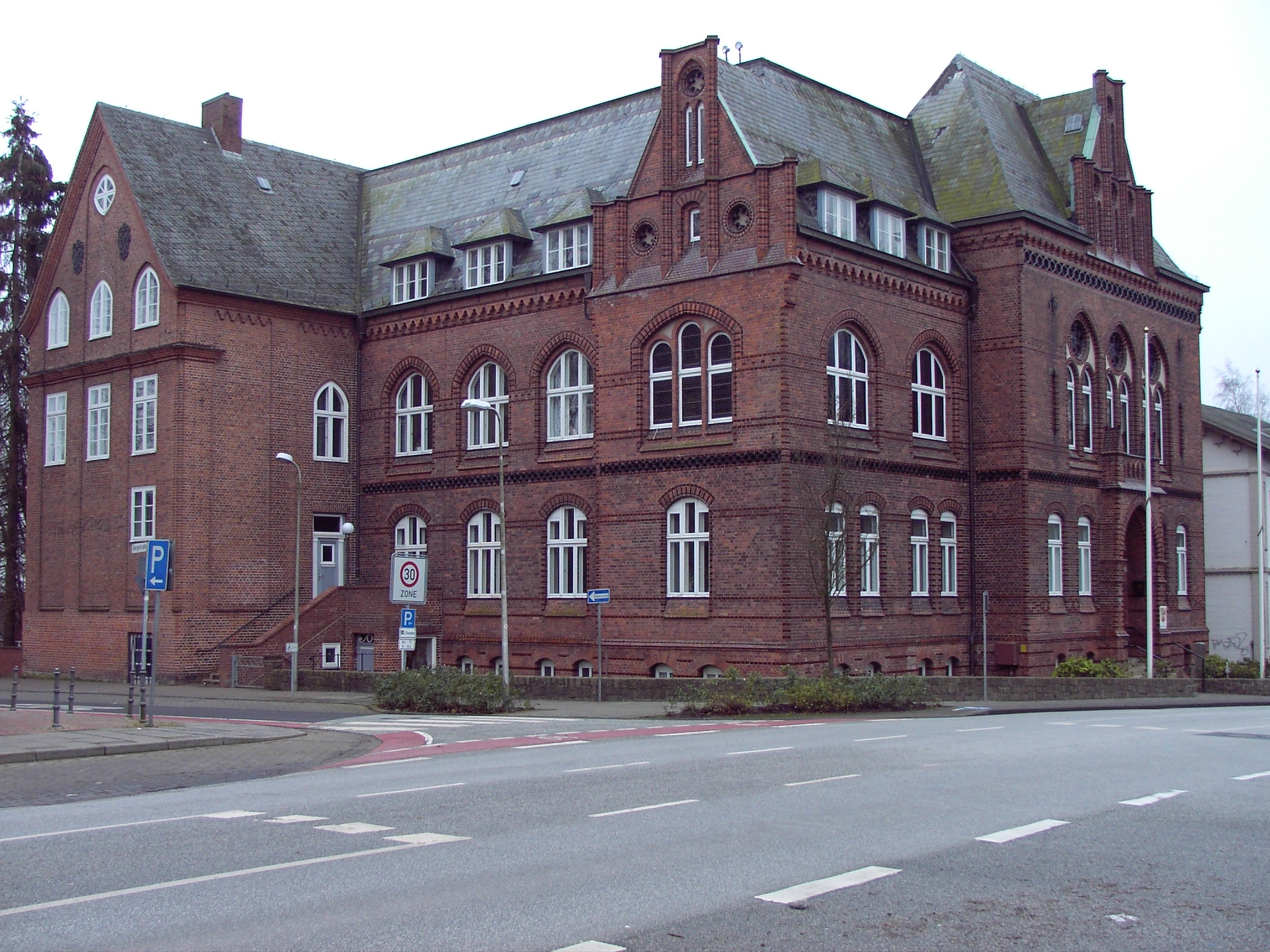

## Fordítás
- Ez a szócikk részben vagy egészben a Eckernförde című német Wikipédia-szócikk fordításán alapul.  Az eredeti cikk szerkesztőit annak laptörténete sorolja fel. Ez a jelzés csupán a megfogalmazás eredetét és a szerzői jogokat jelzi, nem szolgál a cikkben szereplő információk forrásmegjelöléseként.